# Raffaele Fidanza
Pour les articles homonymes, voir Fidanza.
Raffaele Fidanza (né le 10 décembre 1797 à Matelica, dans l'actuelle province de Macerata, alors dans les États pontificaux et mort le 23 novembre 1846  dans la même ville) fut un peintre portraitiste italien ayant exercé à Rome, Paris et Londres.

## Biographie
Fils de Petronilla Conti et Giuseppe, propriétaire d'une usine de fabrication de laines, après avoir initialement étudié dans une école privée de sa ville natale, il s'installe à Rome, où il rencontre Vincenzo Camuccini et Francesco Podesti et fréquente les salles de l'Académie de San Luca  . 
Célèbre pour ses portraits, exécutés avec la technique de la lithographie, parmi les mécènes de son atelier romain se trouvent des célébrités du spectacle comme Adelaide Ristori ainsi que des clients étrangers. 
Après la mort de sa mère en 1841, Fidanza se rend à Paris et à Londres. Mais il doit,  en raison d'une grave maladie, retourner dans sa ville natale, où il meurt le 23 novembre 1846. Il est inhumé dans l'église de S. Agostino  . 
Ses peintures et portraits sont maintenant conservés dans la « galerie d'art Raffaele Fidanza », au deuxième étage du Palazzo Ottoni à Matelica. 